# آدام میتسکیه‌ویچ
آدام برنارد میتسکیه‌ویچ (به لهستانی: Adam Bernard Mickiewicz، زادهٔ ۲۴ دسامبر ۱۷۹۸ – درگذشتهٔ ۲۶ نوامبر ۱۸۵۵) شاعر ملی، مقاله‌نویس، مترجم، ناشر و نویسندهٔ سیاسی لهستانی بود. او یکی از اولین نمایندگان رومانتیسم و از بزرگ‌ترین شاعران لهستان است. همچنین او را یکی از برترین شاعران اسلاو و اروپایی می‌دانند. میتسکیه‌ویچ از پیشگامان نمایشنامه‌نویسی رومانتیک بود و در لهستان و اروپا با گوته و بایرون مقایسه می‌شود. او عمدتاً به دلیل درام شاعرانهٔ جادی و شعر حماسی ملی پان تادئوش مشهور است. از دیگر آثار مهم او می‌توان به کنراد والنرود و گراجینا اشاره کرد.

## زندگی
آدام میتسکیه‌ویچ در مبارزه برای استقلال کشورش که در آن زمان بخشی از امپراتوری روسیه بود، شرکت فعالانه داشت و به دلیل فعالیت‌های سیاسی‌اش پنج سال را در روسیهٔ مرکزی در تبعید گذراند. او در سال ۱۸۲۹ امپراتوری روسیه را ترک کرد و باقی عمرش را مانند بسیاری از هموطناناش در کشورهای دیگر سپری کرد. او ابتدا در رم ساکن شد، سپس به پاریس رفت و به عنوان استاد ادبیات اسلاو در کالج فرانسه مشغول به کار شد. میتسکیه‌ویچ زمانی که برای کمک به سازماندهی نیروهای لهستانی برای مبارزه با روسیه در جنگ کریمه به قسطنطنیه در امپراتوری عثمانی سفر کرده‌بود احتمالاً به دلیل ابتلا به بیماری وبا درگذشت. بقایای جسد او بعداً به کلیسای جامع واول در کراکف لهستان منتقل شد.